# Liste der Kulturdenkmale in Mautitz
In der Liste der Kulturdenkmale in Mautitz sind die Kulturdenkmale des Riesaer Ortsteils Mautitz verzeichnet, die bis Oktober 2021 vom Landesamt für Denkmalpflege Sachsen erfasst wurden (ohne archäologische Kulturdenkmale). Die Anmerkungen sind zu beachten.
Diese Aufzählung ist eine Teilmenge der Liste der Kulturdenkmale in Riesa.

## Mautitz
| Bild                                    | Bezeichnung | Lage                                     | Datierung | Beschreibung | ID       |
| --------------------------------------- | --- | ---------------------------------------- | --- | --- | -------- |
| Weitere Bilder                          | Rittergut Mautitz (Sachgesamtheit)                                                                                  | Am Dorfplatz 1, 2, 3, 4, 5, 6, 7 (Karte) | Nach 1854 | Sachgesamtheit Rittergut Mautitz, mit den Einzeldenkmalen: Herrenhaus (Nr. 3) und Inspektorenhaus (Nr. 4) sowie Umfriedungsmauern (08965524) und folgenden Sachgesamtheitsteilen: Nebengebäuden (Nr. 1-7) und Reste des Gutsparks (Gartendenkmal) mit altem Gehölzbestand und Treppenanlage zum Bauernring; geschlossen erhaltenes Gutshof-Ensemble, von ortsbildprägender und ortsgeschichtlicher Bedeutung. Rittergut brannte 1854 bis auf die Brennerei ab. | 08965572 |
| Weitere Bilder                          | Herrenhaus (Nr. 3) und Inspektorenhaus (Nr. 4) sowie Umfriedungsmauern (Einzeldenkmale der Sachgesamtheit 08965572) | Am Dorfplatz 3, 4 (Karte)                | 1864 (Herrenhaus); um 1865 (Gutsverwalterhaus) | Einzeldenkmale der Sachgesamtheit Rittergut Mautitz; im Ensemble des Gutshofes mit großer Wirkung zum Dorfkern mit Kirche auch wegen der Hochlage, Herrenhaus als ortsbildprägender Baukörper ebenfalls in Korrespondenz zur Dorfkirche, schlichte Putzbauten, von ortsbildprägender und ortsgeschichtlicher Bedeutung. - Ehemaliges Herrenhaus (Nummer 3): mit rückwärtiger Gartenanlage, Umfriedungsmauer, altem Gehölzbestand und Treppenanlage zum Bauernring, Putzfassade, zwei Geschosse, Mittelrisalit dreigeschossig, Zwerchgiebel, mit Resten originaler Ausstattung - Inspektorenhaus (Nummer 4): zwei Geschosse, Traufseite stark verändert, aber Giebelseite weithin ortsgestaltend wirkend, unmittelbar neben dem Herrenhaus | 08965524 |
| Weitere Bilder                          | Denkmal für die Gefallenen des Ersten Weltkrieges mit Einfriedung und rückwärtigem Grabmal                          | Bauernring (Karte)                       | Bezeichnet mit 1919 | Ortsgeschichtlich von Bedeutung. Rückwärtiges Grabmal mit Eichenlaub (die neue, entstellende Gedenktafel ohne Denkmalwert). | 08965489 |
| Weitere Bilder                          | Kirche (mit Ausstattung), Kirchhof mit Toranlage, Umfriedung und Grabmal Fr. August Röber (1922)                    | Bauernring (Karte)                       | Um 1570, später überformt (Kirche); Ende 15. Jahrhundert (Einzelfigur); Anfang 16. Jahrhundert (Einzelfigur); um 1690 (Kanzelaltar); 1877/1878 (Orgel); 1922 (Grabmal) | Schlichte Saalkirche mit Westturm, baugeschichtlich, ortsgeschichtlich und ortsbildprägend von Bedeutung. - Kirche (Dehio Sachsen I, 1996): Um 1570 Erweiterung eines mittelalterlichen Baus (vermutlich Ausbau des Chors), 1767–79 Umbau, 1769 Westturm errichtet, 1891 Sakristeibau im Norden. Verputzter Bruchsteinbau mit 3/8-Chorschluss, quadratischer Turm mit verschiefertem Turmdach. Im Inneren flachgedeckt. Eingeschossige Emporen an drei Seiten Patronatsloge über der Sakristei. - Barocker Kanzelaltar: um 1690, verändert um 1770 - Spätgotische Pietà: polychrom gefasster Stein - Spätgotische Holzfiguren: Muttergottes (Kind verloren) und Johannes der Täufer (Fassung verloren), Ende 15. Jahrhundert - Brustbild Christi (Schmerzensmann), Ölgemälde (18. Jahrhundert) - Kleine Orgel: von Franz-Emil Keller - Grabmal Fr. August Röber (1922): Gasthofbesitzer, 16. März 1853 bis 8. April 1922, Kunststein - Kirchhof-Einfriedung: breite Mauer | 08965488 |
|                                         | Scheune eines ehemaligen Dreiseithofes                                                                              | Bauernring 13, 13a (Karte)               | Um 1890 | Weitgehend authentisch erhaltenes Gebäude in Massivbauweise, in Randlage der alten Dorfkerns, baugeschichtlich und wirtschaftsgeschichtlich von Bedeutung. - Scheune: Bruchsteinmauerwerk, Wellblechdach - Wohnstallhaus (19. Jahrhundert): zwei Geschosse, Bruchstein, zweites Obergeschoss Sandsteingewände, Vorgarten - Seitengebäude/Auszüglerhaus: zwei Geschosse, Erdgeschoss Bruchstein, Obergeschoss Backstein, Sandsteingewände, Biberschwanzdeckung, Speicherluke, Wageneinfahrt; Abbruch Seitengebäude 2000 - Reste der Einfriedung | 08965491 |
|                                         | Dreiseithof mit Wohnstallhaus, Stallgebäude und Scheune sowie Toreinfahrt                                           | Bauernring 16 (Karte)                    | 19. Jahrhundert | Eine weitgehend geschlossen erhaltene Hofanlage, unmittelbar gegenüber dem Kirchberg gelegen, zum Teil in Fachwerkbauweise, baugeschichtlich und wirtschaftsgeschichtlich von Bedeutung. - Wohnstallhaus: großes Fenster im Erdgeschoss entstellend, Fachwerk hofseitig sichtbar, saniert - Scheune: Wellblechdach - Stallgebäude: Rückseite Lehmfachwerk, ortsbildbestimmend | 08965428 |
|                                         | Scheune eines Bauernhofes                                                                                           | Bauernring 22 (Karte)                    | 18. Jahrhundert | Fachwerk-Scheune, einziger erhaltener Ständerbau des Ortes und vermutlich neben der Kirche ältestes Gebäude im Ort, straßenbildprägend in Ecklage Bloßwitzer Straße. Wellblechdach, Giebel geputzt, Windbretter, Ständerbau (?). | 08965525 |
| Weitere Bilder                          | Ehemalige Schule mit Nebengebäude                                                                                   | Bloßwitzer Straße 4 (Karte)              | 1903 | Alte Kirchschule von Mautitz, Gründerzeitgebäude, ortsgeschichtliche Bedeutung. - Schule: zweigeschossiger schlichter Putzbau mit seitlichem Risalit (leicht vortretend), bekrönt mit Dreiecksgiebel. Sockel aus Naturstein, darüber Klinkerschicht, grobstrukturierter Putz, Betonwände, originale Haustür (Holz, zweiflüglig, mit geätzten Farbglasfeldern im Oberlicht) - Nebengebäude: hofseitig eingeschossiger massiver Schuppen (ehemaliges Waschhaus) mit gleichem architektonischem und gestalterischem Duktus - kleiner Vorgarten und giebelseitiger Hausgarten zum Ensemble gehörend | 08967711 |
|                                         | Wohnstallhaus und Stallgebäude eines Bauernhofes                                                                    | Mittelstraße 4 (Karte)                   | Bezeichnet mit 1816 | Kleines Gehöft gegenüber dem Kirchhof, einziger weitgehend unverändert erhaltener Kleinbauernhof in Mautitz, baugeschichtlich und sozialgeschichtlich von Bedeutung. - Wohnstallhaus: zwei Geschosse, Putz entstellend erneuert, Taubenlöcher in den Windhölzern, Kunststeingewände (?), Fenster alt - Stallgebäude: eingeschossig, neue Deckung entstellend, verzierte Balkenköpfe | 08965494 |
| Direkt Bild zu diesem Denkmal hochladen | Wohnstallhaus des ehemaligen Vorwerkes Heideberg                                                                    | Vorwerk Heideberg 1 (Karte)              | Vor 1840 | Lage in der alten Gemarkung Wüstnaundorf, Wohnhaus mit verkleidetem Fachwerkobergeschoss, außerordentlich landschaftsprägende Gehöftanlage mit ortsgeschichtlichen Aussagewert. - Wohnhaus: zwei Geschosse, Krüppelwalmdach, Bruchsteinmauerwerk, Obergeschoss Fachwerk verschindelt, Erdgeschoss Sandsteinfenstergewände, leerstehend - Scheune: mächtiger Baukörper, Bruchsteinbau, Ecken Sandsteinwerksteine, Krüppelwalm, vom Rittergut Seerhausen auf der Mautitzer Heide erbaut, einem Teil der wüsten Mark, Scheune infolge Sturmschaden völlig eingestürzt; Streichung Scheune 2003, anschließend abgebrochen | 08965299 |

## Tabellenlegende
- Bild: Bild des Kulturdenkmals, ggf. zusätzlich mit einem Link zu weiteren Fotos des Kulturdenkmals im Medienarchiv Wikimedia Commons. Wenn man auf das Kamerasymbol klickt, können Fotos zu Kulturdenkmalen aus dieser Liste hochgeladen werden:
- Bezeichnung: Denkmalgeschützte Objekte und ggf. Bauwerksname des Kulturdenkmals
- Lage: Straßenname und Hausnummer oder Flurstücknummer des Kulturdenkmals. Die Grundsortierung der Liste erfolgt nach dieser Adresse. Der Link (Karte) führt zu verschiedenen Kartendiensten mit der Position des Kulturdenkmals. Fehlt dieser Link, wurden die Koordinaten noch nicht eingetragen. Sind diese bekannt, können sie über ein Tool mit einer Kartenansicht einfach nachgetragen werden. In dieser Kartenansicht sind Kulturdenkmale ohne Koordinaten mit einem roten bzw. orangen Marker dargestellt und können durch Verschieben auf die richtige Position in der Karte mit Koordinaten versehen werden. Kulturdenkmale ohne Bild sind an einem blauen bzw. roten Marker erkennbar.
- Datierung: Baubeginn, Fertigstellung, Datum der Erstnennung oder grobe zeitliche Einordnung entsprechend des Eintrags in der sächsischen Denkmaldatenbank
- Beschreibung: Kurzcharakteristik des Kulturdenkmals entsprechend des Eintrags in der sächsischen Denkmaldatenbank, ggf. ergänzt durch die dort nur selten veröffentlichten Erfassungstexte oder zusätzliche Informationen
- ID: Vom Landesamt für Denkmalpflege Sachsen vergebene, das Kulturdenkmal eindeutig identifizierende Objekt-Nummer. Der Link führt zum PDF-Denkmaldokument des Landesamtes für Denkmalpflege Sachsen. Bei ehemaligen Kulturdenkmalen können die Objektnummern unbekannt sein und deshalb fehlen bzw. die Links von aus der Datenbank entfernten Objektnummern ins Leere führen. Ein ggf. vorhandenes Icon  führt zu den Angaben des Kulturdenkmals bei Wikidata.